# マイニラ砲撃事件
座標: 北緯60度15分08秒 東経29度51分12秒 / 北緯60.25222度 東経29.85333度

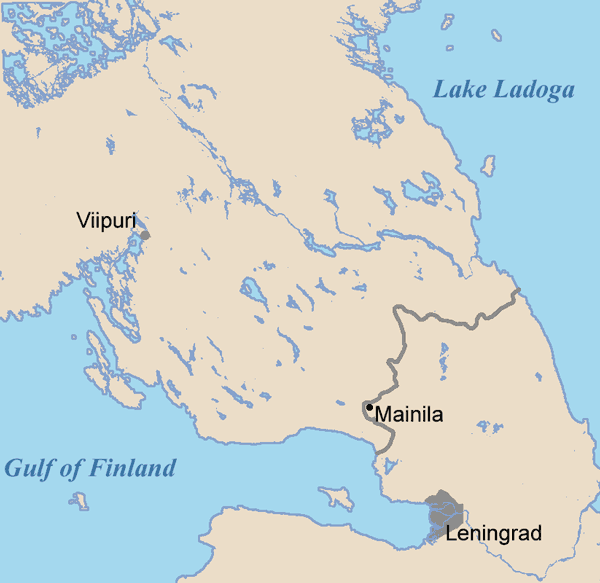
カレリア地峡上のマイニラの位置。戦前のフィンランド・ソビエト国境も示されている。

マイニラ砲撃事件（マイニラほうげきじけん）またはマイニラの砲撃（フィンランド語: Mainilan laukaukset、スウェーデン語: Skotten i Mainila、ロシア語: Ма́йнильский инциде́нт, tr. Máynil'skiy intsidént）は、1939年11月26日に発生した軍事事件であり、ソビエト連邦（ソ連）の赤軍がソビエト、ベロオストロフ近郊のマイニラ（ロシア語: Ма́йнило, tr. Máynilo）村に砲撃を行った。ソ連は、この砲撃が近くの国境を超えたフィンランドによるものであると宣言し、人的な損失があったと主張した。この偽旗作戦を通して、ソ連は大きなプロパガンダによる後押しと、4日後に冬戦争を始めるための開戦事由（casus belli）を手に入れた。
その後、歴史家らは、マイニラの砲撃がソビエト内務人民委員部（NKVD）によって実行されたでっち上げであったと結論付けている。

## 背景
ソ連はフィンランドと複数の国際相互不可侵条約、1920年のタルトゥ条約、1932年の1934年にフィンランドとソ連が調印したソ連・フィンランド不可侵条約、国際連盟憲章を結んでいた。ソビエト政府は遵法主義の伝統に固執しようと試み、開戦事由（casus belli）が戦争に必要であった。同年のそれより前に、ナチスドイツは、ポーランドとの不可侵条約からの撤退を実行するための口実を作るために類似したグライヴィッツ事件を演出していた。1938年3月と1939年に行われたソビエトの軍事演習も、マイニラ村で起こった国境紛争が戦争の引き金となるという筋書きに基づいていた。

## 事件
7発の砲撃が行われ、3か所のフィンランド弾着観測所が着弾に気付いた。これらの目撃者は砲弾がソビエト領土の約800メートル内側で爆発したと見積った。フィンランドは事件の中立的調査を提案したが、ソ連は提案を拒絶し、11月29日にフィンランドと断交した。
ソビエト連邦共産党の指導者アンドレイ・ジダーノフの指摘保存記録に含まれる資料は、本事件がフィンランドに侵略者の汚名を着せ、攻撃を開始するために画策されたことを示している。
フィンランド側はこの攻撃の責任を否定し、ソビエトの大砲が発射元であると同定した。実際、近隣のフィンランドの砲台の軍務日誌は、マイニラが射程外であることを示している。
フィンランドは11月27日、モスクワに使節団を派遣して発砲を否定。1938年の国境協定に沿って共同委員会の設置を申し込んだがソ連側は拒否し、翌11月28日にはソ連・フィンランド不可侵条約を破棄した。11月30日早朝、ソ連軍はフィンランドとの国境を越えて冬戦争の幕が上がった。

## 影響

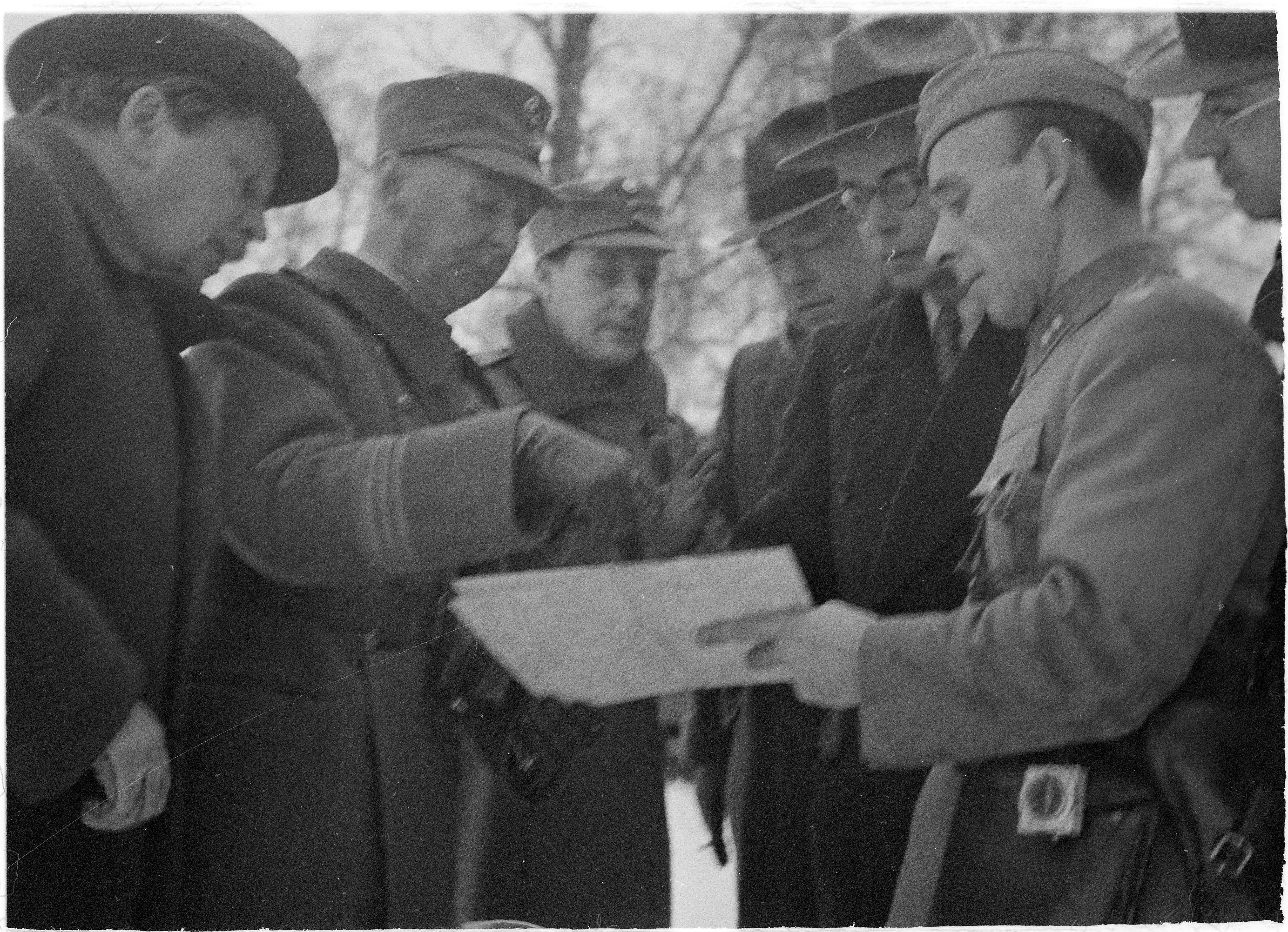
外国人ジャーナリストたち。1939年11月29日、マイニラにて。

アメリカのジャーナリスト・作家のジョン・ガンサーは1939年12月に、本事件は「1939年の満州以降のそういった全ての『事件』と同じように不格好で一目瞭然で捏ち上げられている」と書いた。フィンランドはただちに調査を行い、フィンランドの大砲または迫撃砲はいずれもマイニラ村に届かないと結論付けた。陸軍元帥カール・グスタフ・エミール・マンネルヘイムは全てのフィンランドの全ての砲が射程外に撤退するよう命令していた。フィンランド国境警備隊は、砲撃の音が国境のソビエト側から聞こえたと証言した。
ロシアの歴史学者Pavel Aptekarは機密解除されたソビエトの軍事文書を分析し、この地域の部隊からの日報では問題となっている期間中の人的損失が報告されていないことを明らかにした。これによってAptekarは、ソビエト部隊の砲撃が計画的に実施されたと結論付けた。
1970年の回顧録において、ソビエト首相ニキータ・フルシチョフは冬戦争の始まりについて以下のように記した: 「我々は一斉発射を行い、フィンランド人は砲撃で応じた。事実上、戦争が始まった。もちろん、この事実について別の版が存在する: フィンランド人が最初に発砲を開始し、我々が撃ち返すことを余儀なくされた、と言われている。人々が戦争を始めるのはいつもこの調子だ。彼らは言う、『そっちが最初に発砲した』あるいは『そっちが最初にひっぱたいた、自分はひっぱたき返しただけだ』と。」。
1994年5月18日、ロシア大統領ボリス・エリツィンは冬戦争を非難し、これが侵略戦争であったと認めた。

## 1941年のフィンランドによるマイニラ砲撃

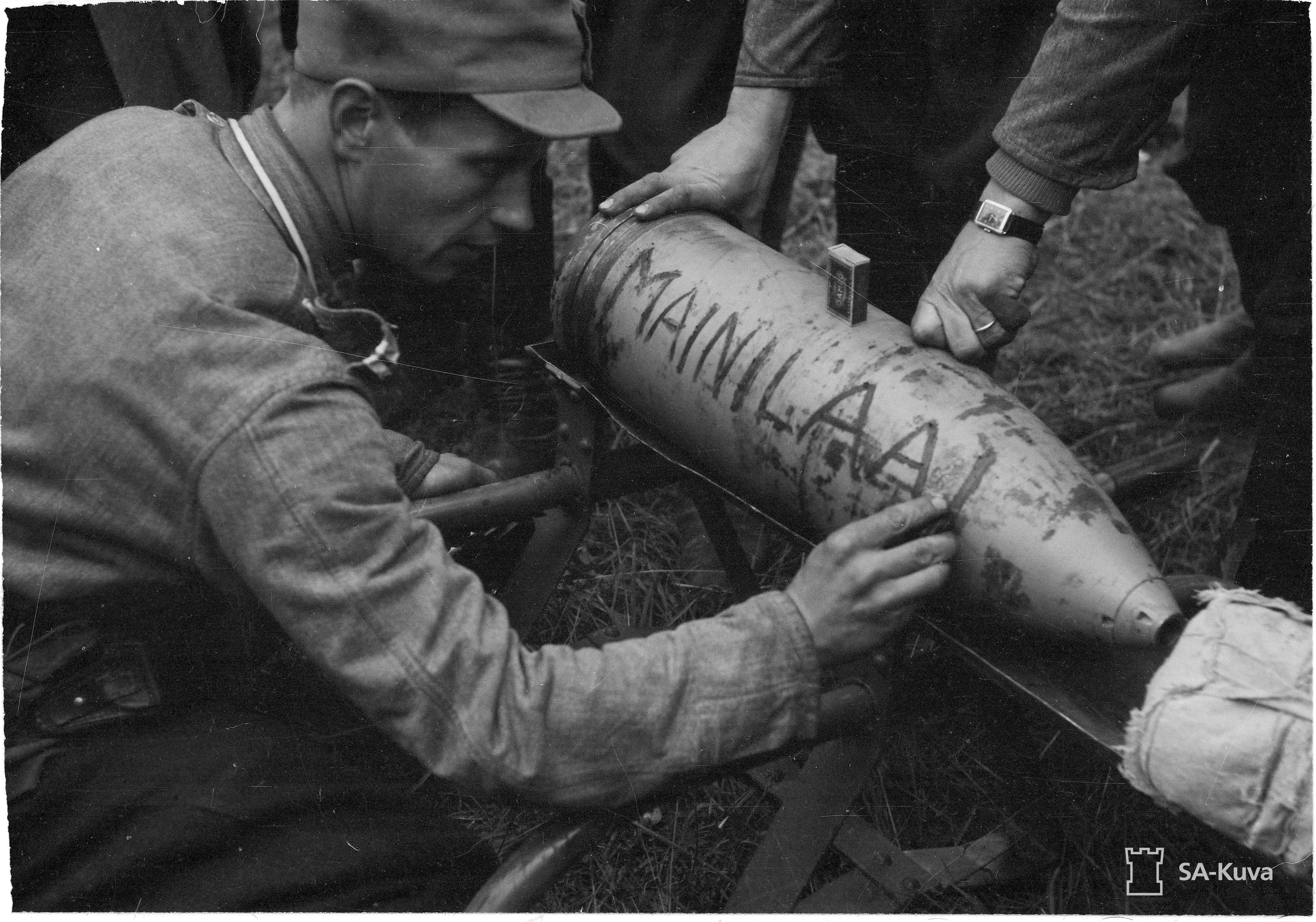
フィンランド陸軍第18師団の男らが砲弾に「住所」を書いている（1941年8月31日。1941年のマイニラ砲撃の前）。

継続戦争の中、フィンランド陸軍第18師団はラヤ川に到達し、マイニラ村奪取のための準備を始めた。師団長のアーロ・パヤリ大佐はプロパガンダ的価値を認識し、戦場カメラマンによって目撃されるように村を砲撃する計画を立て、村は数日後に奪取された。ミッケリの司令部への彼の報告書において、パヤリは「1941年8月31日、第18師団はマイニラの砲撃を実行した」と述べている。